# Heinrich List (Landwirt)
Heinrich List (* 15. Februar 1882 in Vielbrunn; † 5. Oktober 1942 im Konzentrationslager Dachau) war ein deutscher Landwirt und ist ein Gerechter unter den Völkern. Nachdem er und seine Frau einem jüdischen Mitbürger Schutz vor der Deportation geboten hatten, wurde er von den Nationalsozialisten verhaftet, in das Konzentrationslager Dachau verbracht und kam dort ums Leben.

## Leben und Familie

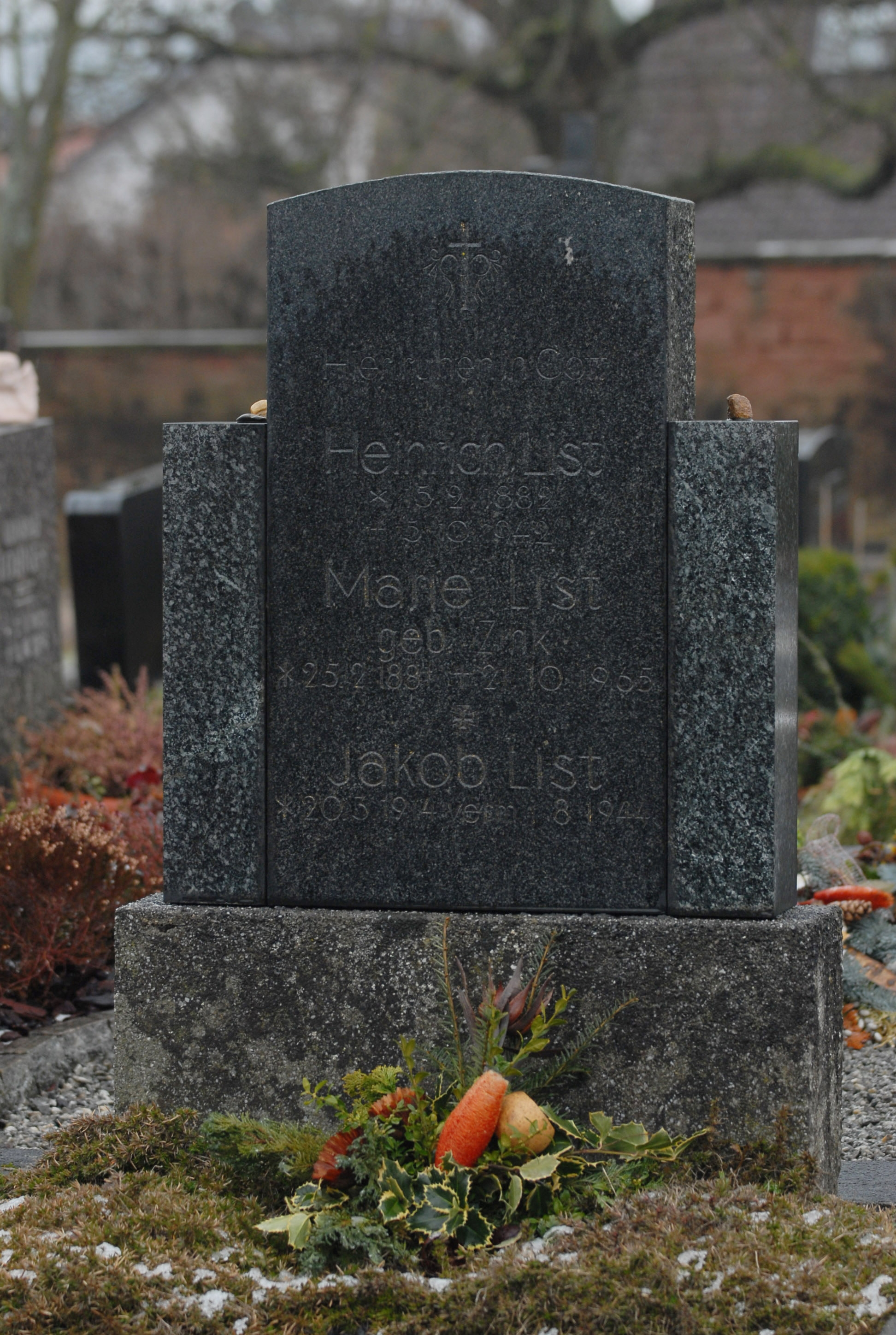
Grabmal von Marie und Heinrich List (2011)

Heinrich List lebte in Ernsbach, heute Stadtteil der Stadt Erbach im Odenwald. Dort bewirtschaftete er gemeinsam mit seiner Frau Marie ein landwirtschaftliches Anwesen. Er diente als Soldat im Ersten Weltkrieg. Sein Sohn Jakob (1914–1944) war Soldat im Zweiten Weltkrieg und wurde 1944 als vermisst gemeldet. Außerdem hatte das Paar noch eine Tochter, Margarethe.
Im November 1941 nahm List den aus Michelstadt stammenden und zu jener Zeit in Frankfurt ansässigen Ferdinand Strauß auf, mit dem ihn seit seiner Jugend eine freundschaftliche Beziehung verband. Strauß war der Sohn einer Textilhändlerfamilie, mit der List in guter Geschäftsbeziehung gestanden hatte, zudem war Lists Schwägerin Katharina Weyrauch Angestellte im Erbacher Geschäft der Eltern Strauß’ gewesen. Strauß ersuchte Marie List um ein Versteck vor der Verfolgung durch die Nationalsozialisten, Heinrich List befand sich zu diesem Zeitpunkt bei der Feldarbeit. Nach dessen Heimkehr erläuterte Strauß den Lists seine Pläne mit der Bitte, in Ernsbach bleiben zu dürfen, bis er diese umsetzen könne. Heinrich und Marie List nahmen ihn auf und boten ihm von da an dauerhaften Unterschlupf bis auf eine kurze Zeit zwischen Weihnachten 1941 und Neujahr 1942.

## Verhaftung und Tod
Am 22. März 1942 wurde List beim Gendarmerieposten in Erbach von Leonhard Freidel angezeigt. Dieser gab an, dass er vom polnischen Landarbeiter Wojciek Klack Angaben über den Aufenthalt eines bei List versteckten Juden gemacht bekommen habe. Klack war ein bei List beschäftigter Zwangsarbeiter, das Verhältnis zwischen Klack und List wird als gespannt beschrieben. Es hatte in Ernsbach zuvor schon Gerüchte über einen versteckten Juden bei List gegeben, aber man hatte den Aussagen des Polen keinen Glauben geschenkt, da dieser sich gegenüber List als starrköpfig gezeigt und man seine Angaben als Racheakt gegen List angesehen hatte. Bei einer Hausschlachtung war es zu einer Auseinandersetzung zwischen List und Klack gekommen, woraufhin der Pole gegenüber Freidel über den versteckten Juden berichtet hatte. List wurde am Tag nach der Anzeige mit seiner Frau und Klack vernommen und leugnete trotz detaillierter Angaben des Polen zu Strauß’ Aufenthalt. Im Verlauf der Vernehmung kam es zur Gegenüberstellung von Klack und Lists Frau, die unter dem Vernehmungsdruck die Angaben des Landarbeiters schließlich bestätigte. Der Versteckte Strauß hatte sich – wenige Tage nach der Auseinandersetzung und angesichts der damit drohenden Entdeckung – schon am 16. März 1942 abgesetzt und floh in die Schweiz. Ob Klack die Lists denunzierte, wie es das Gendarmerieprotokoll schildert, oder ob er nur unter Druck aussagte und tatsächlich jemand anderes die Familie verriet, ist bis heute nicht geklärt. Am 23. März 1942 wurde der Ernsbacher Bürgermeister und Großbauer Jakob Bär in Erbach vom Gendarmerie-Meister Schmidt vernommen. Auf die Frage, warum er den Aussagen des Polen Klack zunächst keine Achtung gab, erklärte Bär, dass Heinrich List ihm gegenüber stets als großer Judenfeind aufgetreten sei und er zunächst von einem Racheakt des Landarbeiters ausgehen musste. Lists Sohn Jakob stellte während eines Heimaturlaubes von der Ostfront ebenfalls Nachforschungen diesbezüglich an, die aber erfolglos blieben. Am 17. April 1942 wurde List der Gestapo in Darmstadt überstellt und am 17. Juli 1942 im KZ Dachau interniert. Obwohl der Ernsbacher Bürgermeister Jakob Bär die Möglichkeit gehabt hätte, List durch Fürsprache vor dem Konzentrationslager zu bewahren, blieb er tatenlos und hielt später sogar ein von Marie List eingereichtes Gnadengesuch zurück. In seinem ersten Brief aus dem Konzentrationslager schrieb List noch hoffnungsfroh: 

„Liebe Frau, halte den Kopf hoch, auch dieses wird vergehen.“

Am 10. Oktober 1942 erhielt Marie List ein offizielles Schreiben des Lagerkommandanten aus Dachau, in dem ihr das Ableben ihres Mannes am 5. Oktober 1942 mitgeteilt wurde, sein Leichnam sei verbrannt worden. Heinrich List sei im Lagerkrankenhaus an den Folgen einer Phlegmone im Unterschenkel verstorben. Es wird jedoch davon ausgegangen, dass vor allem Misshandlungen während der Haft und die äußeren Umstände im Lager als Todesursache anzusehen sind. Im August 1942 wurde Lists einziger Sohn, Jakob in Russland vermisst gemeldet. Obwohl der Bürgermeister Jakob Bär die Möglichkeit gehabt hätte sich dem gesamten Anwesen der Lists anzunehmen, blieb er auch hier tatenlos und nutzte die Notlage der Witwe nicht aus.

## Postume Ehrungen
- 1992 wurde Heinrich List gemeinsam mit seiner Frau Marie als Gerechter unter den Völkern geehrt.[2][6] 1993 wurde vom israelischen Botschafter in einer Feierstunde in der wieder aufgebauten Michelstädter Synagoge den Enkeln Heinrich Lists die Medaille und die Ernennungsurkunde überreicht.[7]
- In der Stadt Erbach wurde 2002 der Heinrich-List-Weg nach ihm benannt.[3]
- Die Gedenkstätte Stille Helden in Berlin erinnert an Heinrich List, seinen Mut und sein Schicksal.[8]

## Verbleib des Grabsteins
Im Dezember 2014 entschieden die Nachkommen Heinrich Lists, das Grab etwas vorzeitig aufzugeben. Es werden derzeit drei Möglichkeiten erwogen, den Grabstein als Denkmal zu erhalten. Eine davon wäre, das Grab als Ehrengrab zu deklarieren.